# Petra-Maria Schnitzer
Petra Maria Schnitzer (Viena, 6 de març, 1963) és una cantant d'òpera austríaca (soprano).

## Biografia
Petra Maria Schnitzer va estudiar primer interpretació i després cant al Mozarteum Salzburg i a la Universitat de Música de Viena amb Walter Berry. Schnitzer va ser membre de l'Opera Studio de l'Òpera Estatal de Viena, va tenir un compromís al Volksoper Viena i va debutar al Teatre de l'Òpera Estatal de Viena el 1993. Des del 1995 canta amb freqüència a les dues cases i a l'Òpera Estatal de Baviera a Múnic.
Schnitzer actua al Festival de Salzburg, el Festival de Viena i el Festival de Bayreuth, així com als teatres alemanys més importants i a París, Venècia i Nova York. Schnitzer també és coneguda com a cantant de concerts i mentits.
Schnitzer està casada amb el tenor Peter Seiffert.

## Rols (selecció)
- Elsa/Lohengrin
- Elisabeth/Tannhäuser
- Sieglinde/Die Walküre
- Eva/Die Meistersinger von Nürnberg
- Gutrune/Götterdämmerung
- Isolde/Tristan und Isolde
- Agathe/Der Freischütz
- Contessa/Le nozze di Figaro
- Ilia/Idomeneo
- Rosalinde/Die Fledermaus
- Micaëla/Carmen
- Marenka/Die verkaufte Braut